# Les Costello
Oče Lester John Thomas Costello, kanadski hokejist in rimskokatoliški duhovnik, * 16. februar 1928, † 10. december 2002. 
Rodil se je v soseski South Porcupine, Ontario, znotraj področja Timmins. Hokej na ledu je igral že kot najstnik in se sredi 40. let naposled pridružil mladinski ekipi Toronto St. Michael's Majors. Z Majorsi je dvakrat osvojil Memorial Cup, pokal za najboljšo kanadsko mladinsko hokejsko ekipo, v letih 1945 in 1947. Zatem se je prebil v ligo NHL, v kateri je z moštvom Toronto Maple Leafs že v svoji prvi sezoni osvojil Stanleyjev pokal. Njegov brat Murray Costello je bil prav tako profesionalni hokejist v ligi NHL in je bil leta 2005 celo sprejet v Hokejski hram slavnih lige NHL, sicer v kategoriji graditeljev.
Les Costello je aktivno igralsko kariero končal leta 1950, ko se je odločil za teološki študij v semenišču. Posvečenje je prejel leta 1957. Kmalu je prevzel župnijo v domačem Timminsu, kjer je užival veliko spoštovanja zavoljo svojega vpadljivega in zabavljaškega vedenja in zavoljo svoje neutrudne predanosti socialni pravičnosti in dobrodelnosti.

## Hokejska kariera
Costello je leta 1943 zaigral za lokalno moštvo South Porcupine Porkies v ligi Ontario Hockey Association. Zatem se je preselil v Toronto k mladinskemu moštvu Toronto St. Michael's Majors, s katerim je nastopal v mladinski diviziji OHA lige. Z Majorsi je tudi dvakrat osvojil Memorial Cup, pokal za najboljšo kanadsko mladinsko hokejsko ekipo, in sicer v letih 1945 in 1947. Leta 1947 je začel svojo profesionalno hokejsko pot, ko je okrepil AHL ekipo Pittsburgh Hornets. V Pittsburghu je ostal skoraj celotno sezono 1947/48, proti koncu sezone je namreč debitiral v ligi NHL pri moštvu Toronto Maple Leafs.
Za Maple Leafse je tisto sezono zaigral le na 5 tekmah končnice, kar je bilo vseeno dovolj, da se je z novimi soigralci veselil slavja v finalu Stanleyjevega pokala. Za sezono 1948/49 je ostal v Torontu, a je v rednem delu lige NHL nato zaigral le na 15 srečanjih. Sredi sezone se je tako vrnil k Pittsburgh Hornetsom in zanje do konca sezone zbral še 46 nastopov v ligi AHL. V Pittsburghu je preigral tudi celotno sezono 1949/50, z izjemo zaključka sezone, ko se je vrnil v ligo NHL in Toronto Maple Leafsom pomagal na enem srečanju končnice. Maja 1950 je postavil drsalke v kot in se posvetil teološkemu študiju v semenišču, ki ga je kronal s posvečenjem leta 1957.

### Pregled hokejske kariere
Odebeljeno - reprezentančni nastopi, glej tudi Statistika pri hokeju na ledu.
| Moštvo                       | Liga    | Sezona |    | Redni del | Redni del | Redni del | Redni del | Redni del | Redni del |   | Končnica | Končnica | Končnica | Končnica | Končnica | Končnica |
| ---------------------------- | ------- | ------ | -- | --------- | --------- | --------- | --------- | --------- | --------- | - | -------- | -------- | -------- | -------- | -------- | -------- |
| Moštvo                       | Liga    | Sezona | OT | G         | P         | T         | +/-       | KM        | OT        | G | P        | T        | +/-      | KM       |          |          |
| South Porcupine Porkies      | OHA-B   | 43/44  |    |           |           |           |           |           |           |   |          |          |          |          |          |          |
| Toronto St. Michael's Majors | OHA-Ml. | 44/45  |    | 17        | 11        | 8         | 19        |           | 4         |   | 9        | 7        | 7        | 14       |          | 7        |
| Toronto St. Michael's Majors | M-Cup   | 44/45  |    |           |           |           |           |           |           |   | 14       | 8        | 8        | 16       |          | 14       |
| Toronto St. Michael's Majors | OHA-Ml. | 45/46  |    | 24        | 17        | 23        | 40        |           | 17        |   | 11       | 8        | 10       | 18       |          | 12       |
| Toronto St. Michael's Majors | OHA-Ml. | 46/47  |    | 29        | 29        | 33        | 62        |           | 78        |   | 9        | 9        | 7        | 16       |          | 13       |
| Toronto St. Michael's Majors | M-Cup   | 46/47  |    |           |           |           |           |           |           |   | 10       | 12       | 9        | 21       |          | 13       |
| Pittsburgh Hornets           | AHL     | 47/48  |    | 68        | 32        | 22        | 54        |           | 40        |   | 2        | 0        | 0        | 0        |          | 2        |
| Toronto Maple Leafs          | NHL     | 47/48  |    |           |           |           |           |           |           |   | 5        | 2        | 2        | 4        |          | 2        |
| Toronto Maple Leafs          | NHL     | 48/49  |    | 15        | 2         | 3         | 5         |           | 11        |   |          |          |          |          |          |          |
| Pittsburgh Hornets           | AHL     | 48/49  |    | 46        | 13        | 19        | 32        |           | 63        |   |          |          |          |          |          |          |
| Pittsburgh Hornets           | AHL     | 49/50  |    | 70        | 18        | 31        | 49        |           | 69        |   |          |          |          |          |          |          |
| Toronto Maple Leafs          | NHL     | 49/50  |    |           |           |           |           |           |           |   | 1        | 0        | 0        | 0        |          | 0        |
| Skupaj                       |         |        |    | 269       | 122       | 139       | 261       |           | 282       |   | 61       | 46       | 43       | 89       |          | 63       |

## Flying Fathers
Costello je leta 1962 s kolegom Brianom McKeejem ustanovil skupino Flying Fathers (Leteči očetje). Šlo je za skupino katoliških duhovnikov, ki je za ekshibicijske namene igrala hokej na ledu. Skupino so sprva ustanovili le za nek dobrodelni dogodek, a so očetje kmalu postali fenomen in so pričeli z ekshibicijskimi turnejami po Severni Ameriki. Skupina dandanes še vedno obstaja in s hokejsko aktivnostjo še vedno zbira denar za dobrodelne namene.
Leta 1979 se je Costello na taborniškem izletu za 24 ur izgubil. V tem času je utrpel hude ozebline, kasneje so mu morali celo amputirati nekaj nožnih prstov. Čeprav je odtlej njegovo hokejsko sposobnost močno oslabil omenjeni hendikep, je vseeno ostal zvest ekipi in je odtlej pred tekmami v drsalke basal nogavice, da je premoščal prazen prostor na mestu nožnih prstov. Slednje je naposled pritegnilo pozornost mednarodnih medijev, Costello se je tako pojavil v reviji People in v televizijski oddaji Real People.
Rezultat te medijske prepoznavnosti je sledil kmalu, saj je priznani filmski režiser Francis Ford Coppola skupini Flying Fathers ponudil filmski posel. Ford Coppola je v projekt celo privabil Wayna Gretzkyja, ki bi odigral glavno vlogo Lesa Costella. Zadeva je naposled padla v vodo, saj Gretzky ni prestal preizkusov in je v očeh pristojnih ocenjevalcev obveljal za ne dovolj nadarjenega za tako velik filmski projekt. Ta Gretzkyjeva avantura v hollywoodske vode se vseeno ni končala brez sadov, saj je na izletu za namene tega filmskega projekta spoznal svojo kasnejšo ženo Janet Jones.
Prijatelji in župljani so za 25. obletnico Costellove posvetitve organizirali nabirko. Z zbranim denarjem so Costellu kupili tovornjak, ki bi ga uporabljal za potrebe svojega dobrodelnega dela. Costello je tovornjak prodal in z denarjem kupil pohištvo in hrano za potrebne družine.

## Smrt
Costella je leta 2002 na tekmi Flying Fathersov v Kincardinu, Ontario, plošček zadel v glavo, zaradi česar je padel vznak in z glavo trčil v ledeno ploskev. Potem ko se naslednji dan še vedno ni počutil dobro, so ga sprejeli v bolnišnico, kjer je padel v komo in teden dni pozneje, 10. decembra, umrl.
Ker njegova župnija na njegovem pogrebu ni zmogla zagotoviti prostora za pričakovano številno množico, so pogrebno slovesnost preselili v dvorano McIntyre Arena v Timminsu. Na dan pogreba se je zbralo na tisoče ljudi iz vse Kanade. V čast Costella je objavila izjavo celo mednarodno uveljavljena pevka in domačinka iz Timminsa, Shania Twain. Izjavila je:
| “ | Oče Costello je moji družini skozi leta velikokrat stal ob strani. Najsi je bilo treba stari mami poiskati rabljen hladilnik, poročiti moje starše, zagotoviti pogrebne usluge svojcem - med drugim mojima ljubljenima staršema - ali se preprosto vključiti v pogovor in izreči kako šalo, on je bil vselej tam. Vedno se je hitro nasmejal in delil svojo vnemo do življenja. Božja dobrota je s tem zelo posebnim človekom in on ta duh deli z vsemi okoli sebe. Vsi ga ljubimo. | ” |

Pisatelj in politik Charlie Angus je leta 2005 objavil Costellovo biografijo z naslovom Les Costello: Canada's Flying Father. Istega leta so na severu Ontaria v njegov spomin ustanovili tudi fundacijo za zbiranje denarja za zakladnice hrane, zavetišča za brezdomce in ostali dobrodelne aktivnosti boja proti revščini. V Costellov spomin so v mestu Timmins poimenovali tudi eno večjih cest v soseski Schumacher, in sicer se odslej imenuje Father Costello Drive.